# タントースト
タントースト（英: tongue toast）とは、牛タンのソテーとスクランブルエッグを具とした伝統的なオープンサンドイッチ。米国で19世紀から食べられていたが、20世紀中にほぼ廃れた。バターを塗ったトーストにタンとスクランブルエッグを乗せる。卵はポーチドエッグにすることもあった。好みにより黒コショウとタマネギを加えていた。主として朝食用だが、ランチやディナーにも食べられていた。
朝食で食べられていたタイプは茹でた牛タン燻製、クリーム、スクランブルエッグを用い、好みによりナツメグやコショウ、パセリのみじん切り、ピーマンのみじん切りで味を調えていた。
フランス人シェフ、オーギュスト・エスコフィエが1903年に出した料理書『料理の手引き (Le Guide Culinaire)』はタントーストに言及している。マスタードバターが用いられており、フレンチトーストと同じく星形に打ち抜いてオードブルにする提供法だった。
タンを用いたサンドイッチは21世紀にも一部で食べられている。フィンランドでは牛タンの代わりにトナカイのタンをトーストに乗せたものがある。